# Lotus (альбом)
Lotus — концертний альбом гурту Santana. Виданий у травні 1974 року лейблом Columbia виданий на трьох платівках. Загальна тривалість композицій становить 114:43. 

## Список пісень

### сторона 1
1. «Going Home» 3:23 [з альбому Welcome]
2. «A-1 Funk» 3:13 '
3. «Every Step of the Way» 11:30 [з альбому Caravanserai]

### сторона 2
1. «Black Magic Woman» 3:38 [з альбому Abraxas]
2. «Gypsy Queen» 3:57 [з альбому Abraxas]
3. «Oye Como Va» 5:47 [з альбому Abraxas]
4. «Yours Is the Light» 5:30 [з альбому Welcome]

### сторона 3
1. «Batuka» 0:55 [з альбому Santana III]
2. "Xibaba " 4:13 '
3. "Stone Flower " 1:14 [з альбому Caravanserai]
4. «Waiting» 4:14 [з альбому Santana]
5. "Castillos de Arena Part 1 " 2:51 '
6. «Free Angela» 4:26 '
7. «Samba de Sausalito» 4:02 [з альбому Welcome]

### сторона 4
1. «Mantra» 7:17 '
2. "Kyoto " 9:58 '
3. "Castillos de Arena Part 2 " 1:13 '

### сторона 5
1. «Incident at Neshabur» 15:57 [з альбому Abraxas]
2. «Se a Cabo» 5:39 [з альбому Abraxas]

### сторона 6
1. «Samba Pa Ti» 8:56 [з альбому Abraxas]
2. «Mr Udo» 3:07 '
3. «Toussaint L'Overture» 7:40 [з альбому Santana III]